# Adelbert von Chamisso
Louis Charles Adélaïde de Chamissot de Boncourt, známý jako Adelbert von Chamisso [šamiso] (30. ledna 1781 Châlons-en-Champagne – 21. srpna 1838 Berlín), byl německý spisovatel, básník a botanik francouzského původu. Jeho nejznámějším literárním dílem je novela se symbolickým významem a autobiografickými rysy Podivuhodný příběh Petra Schlemihla, v níž se mísí realita a fantastika. 

## Život
Narodil se jako šesté ze sedmi dětí do šlechtické rodiny hraběte Louise Marie de Chamissot na zámku Boncourt v oblasti Champagne. Jeho rodina v roce 1790 zchudla a v roce 1792 opustila Francii. Na útěku před revolucionáři prošla celá rodina Holandsko a jižní Německo. Jejich novým domovem se v roce 1796 stal Berlín, kde se dva z Adelbertových starších bratrů stali učiteli. Chamisso zde studoval na Francouzském gymnáziu a později se stal pážetem u princezny Friederiky Pruské. V roce 1798 vstoupil do pruské armády a v roce 1801 byl povýšen na poručíka. V té době si říkal Ludwig von Chamisso. Vojenský život ho neuspokojoval, ve volném čase se věnoval studiu a literatuře, četl díla francouzských a německých autorů. V té době se seznámil se studentem literatury Karlem Augustem Varhagenem, který se stal jeho přítelem a v roce 1803 začali společně vydávat literární Berliner Musenalmanach. Chamisso zde publikoval své první básně, ale společnost brzy zkrachovala. V roce 1806 po kapitulaci města Hameln byl zajat napoleonskými vojsky a poslán do Francie. V lednu 1808 dosáhl zproštění vojenské služby a následující rok se vrátil do Francie, kde však nenašel uplatnění. Přijal pozvání Madame de Staël, aby ji následoval do jejího exilu do Coppetu ve Švýcarsku a dva roky se tam věnoval studiu botaniky. V říjnu 1812 začal studovat medicínu na univerzitě v Berlíně, ale později se jeho zájem soustředil na přírodní vědy. V době, kdy prožíval vnitřní krizi v souvislosti s postavením francouzského emigranta v nepřátelském Německu, napsal své první dílo Podivuhodný příběh Petra Schlemihla. Bylo vydáno v roce 1814 a autorovi přineslo velký úspěch. Romantická povídka o muži, který prodá čertovi svůj stín, odráží jeho vlastní vnitřní rozpoložení a osud. Chamisso se rozhodl, stejně jako hrdina jeho příběhu, že svůj život zasvětí vědecké práci.
Léta 1815–1818 strávil na cestě kolem světa. V roce 1815 se jako botanik stal členem výpravy na ruské lodi Rjurik, která měla najít severozápadní průjezd k arktickému pobřeží Ameriky. Tato expedice ruského kapitána Otto von Kotzebue financovaná hrabětem Nikolajem Rumjancevem prozkoumávala Polynésii a Hawaii. Chamisso cestou prováděl přírodovědný výzkum, kartograficky zdokumentoval velkou část pobřeží Aljašky a popsal její flóru. Dojmy z této cesty včetně výsledků svých vědeckých pozorování uveřejnil ve dvousvazkovém díle Cesta okolo světa(Reise um die Welt) s poditulem s Romancovovou výpravou v letech 1815–1818 na brize Rjurik řízené kapitánem Ottou von Kotzebuem. Prvním dílem tohoto cestopisu byl Deník (Tagebuch) a druhým Poznámky a vyobrazení (Bemerkungen und Ansichten). Kniha ukazuje široký okruh Chamissových vědeckých zájmů, velkou pozornost věnoval životu, mravům a jazyku obyvatel ostrovů jižních moří, kritizoval koloniální politiku směřující k vyhlazení původního obyvatelstva. Popsal způsob života Eskymáků a obyvatel Aleut.
Po návratu pokračoval ve studiu a univerzita mu udělila čestný doktorát. Byl jmenován druhým kurátorem v Královské botanické zahradě v Berlíně. Chamisso se v roce 1819 oženil s Antonií Piasteovou, schovankou svého přítele Julia Hitziga. Během patnácti let se jim narodilo 7 dětí (5 synů, 2 dcery). V roce 1819 byl také zvolen členem Německé akademie věd Leopoldina. Ve spolupráci s Carlem Wilhelmem Eysenhardtem v roce 1821 jako první popsal různé zoologické taxony (Nereis heteropoda Chamisso & Eysenhardt a Synapta maculata Chamisso & Eysenhardt). V roce 1833 se stal ředitelem botanické zahrady a zůstal jím až do doby krátce před svou smrtí. Na návrh Alexandra von Humboldta byl Chamisso 28. června 1835 zvolen řádným členem Pruské akademie věd v Berlíně. Byl členem berlínské lóže Svobodných zednářů.
K literatuře se vrátil až ve svých 48 letech a v roce 1829 začal ve spolupráci s básníkem Gustavem Schwabem znovu vydávat Almanach múz, publikoval svou poezii a věnoval se překladatelské činnosti.
Adelbert von Chamisso zemřel na rakovinu plic v Berlíně rok po smrti své manželky 21. srpna 1838 ve věku 57 let. Oba jsou pohřbeni na III. hřbitově Jeruzalémského a Nového kostela. Na jeho přání je hrob označen pouze jednoduchou, kamennou nápisovou deskou. Z rozhodnutí berlínského zastupitelstva je od roku 1952 označen jako čestný hrob spolkové země Berlín.

## Dílo
Ačkoli byla Chamissovou mateřštinou francouzština, nezapomenutelná díla vytvořil v němčině. Jeho nejznámějším dílem je fantastická povídka Podivuhodný příběh Petra Schlemihla (Peter Schlemihls wundersame Geschichte) s autobiografickými prvky, která vyšla v roce 1814. Toto dílo se nachází někde mezi romantickou pohádkou a realistickou novelou. Vypráví o chudém Petrovi, který prodá ďáblu za bezedný měšec svůj stín. Společnost jím začne pohrdat a Petr se ocitá v osamění. Nakonec nalezne uspokojení v badatelské práci. Příběh ukazuje, jak často lidé pohrdají jakoukoli odlišností a jak nesnadné může být napravit vlastní zdánlivě nevinný omyl.
Povídka byla zpracována v roce 2013 v Českém rozhlasu jako šestidílná četba na pokračování. V překladu Jiřího Konůpka a režii Lídy Engelové četl Miroslav Táborský.
Cesta do zámoří ho vzdálila od dřívějšího romantického zaměření, v jeho básnické tvorbě se objevuje stále více realistický obraz života a jeho problémů. V baladách se projevují bohaté životní zkušenosti, znalost života různých národů, jeho přesvědčený humanismus. Uměl vylíčit osudy prostých postav z lidu (Stará pradlena, Žebrák a jeho pes), vážná a tragická témata střídal s lehkým lidovým humorem. Jeho báseň Kočičí nátura (Katzennatur), kterou zhudebnil Robert Schumann, se stala jednou z nejpopulárnějších německých písní. Politický vývoj v Evropě po Napoleonově porážce ho inspiroval k veršům, v nichž se odrážejí různé revoluční události jako povstání děkabristů, osvobozovací boj řeckého lidu, červencová revoluce v Paříži. V roce 1830 vyšla básnická sbírka Láska a život ženy, která byla výsledkem více než desetileté práce a obsahovala i jeho rané verše romantického charakteru. O jeho sbírce se s uznáním vyjádřil Heinrich Heine, který ho označil za jednoho z nejosobitějších a nejvýznamnějších moderních básníků. Přestože nebyl stoupencem Mladého Německa, Chamisso Heineho obdivoval a zastal se ho v konfliktu s redakcí Almanachu Múz, který v roce 1836 odmítl zveřejnit Heineho fotografii. Verše z této sbírky zhudebnili Robert Schumann, Carl Loewe a Franz Lachner.
Významná byla i Chamissova překladatelská činnost: z francouzštiny (Pierre-Jean Béranger), ruštiny (Kondratij Fjodorovič Rylejev) a dánštiny (Hans Christian Andersen) do němčiny. Napsal také pojednání O havajském jazyce (Über die Hawaische Sprache, 1837), dlouhá léta pracoval na havajsko–německém slovníku a přeložil do němčiny havajskou poezii.
Chamissův přítel Julius Hitzig vydal jeho sebrané literární spisy v šesti svazcích poprvé v roce 1836.

## Posmrtné uznání
V letech 1985–2017 byla v Německu udělována Cena Adalberta von Chamisso určená německy píšícím autorům, jejichž mateřským jazykem není němčina, příp. osoby, které se svým literárním dílem významně zasloužily o mezikulturní dialog. Z českých autorů ji získali Ota Filip (1986), Libuše Moníková (1991), čestnou cenu pak Jiří Gruša (1997). Od roku 2018 se v Drážďanech uděluje Chamisso Prize/Hellerau autorům, kteří na základě osobní změny jazyka nebo kultury poskytují nové literární odpovědi na změnu v globalizovaném světě. V roce 2019 se laureátem stal český spisovatel Jaroslav Rudiš za svůj první román v němčině, Winterbergova poslední cesta.
Během expedice v letech 1815–1818 pojmenoval její vedoucí Otto von Kotzebue po Adelbertu von Chamisso ostrov, který se nachází v severní části Beringova průlivu. 

Na jeho počest bylo pojmenováno přes 150 druhů rostlin a také některé druhy živočichů. 
V roce 2002 byl po něm pojmenován asteroid 24711 Chamisso.

## Galerie

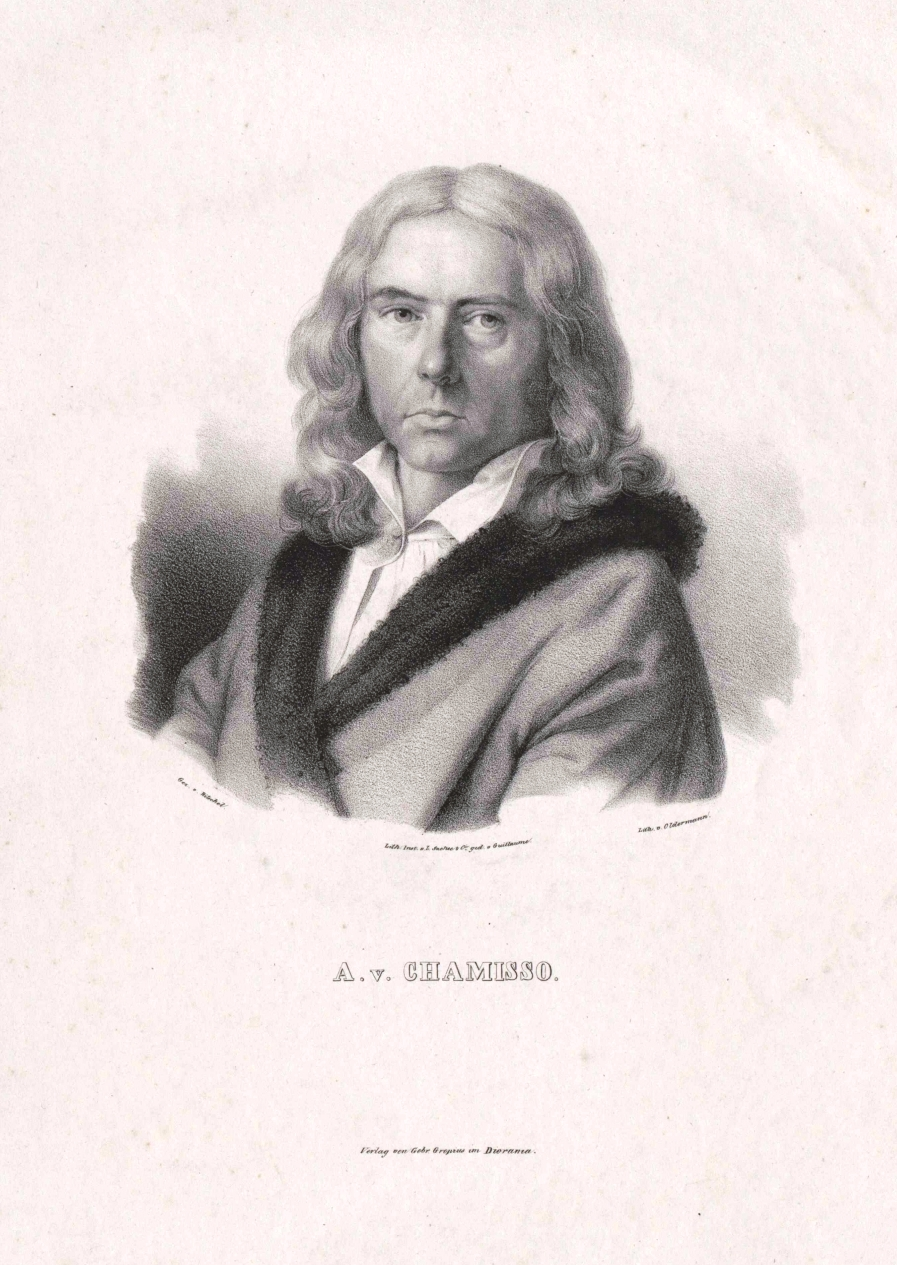
Adelbert von Chamisso
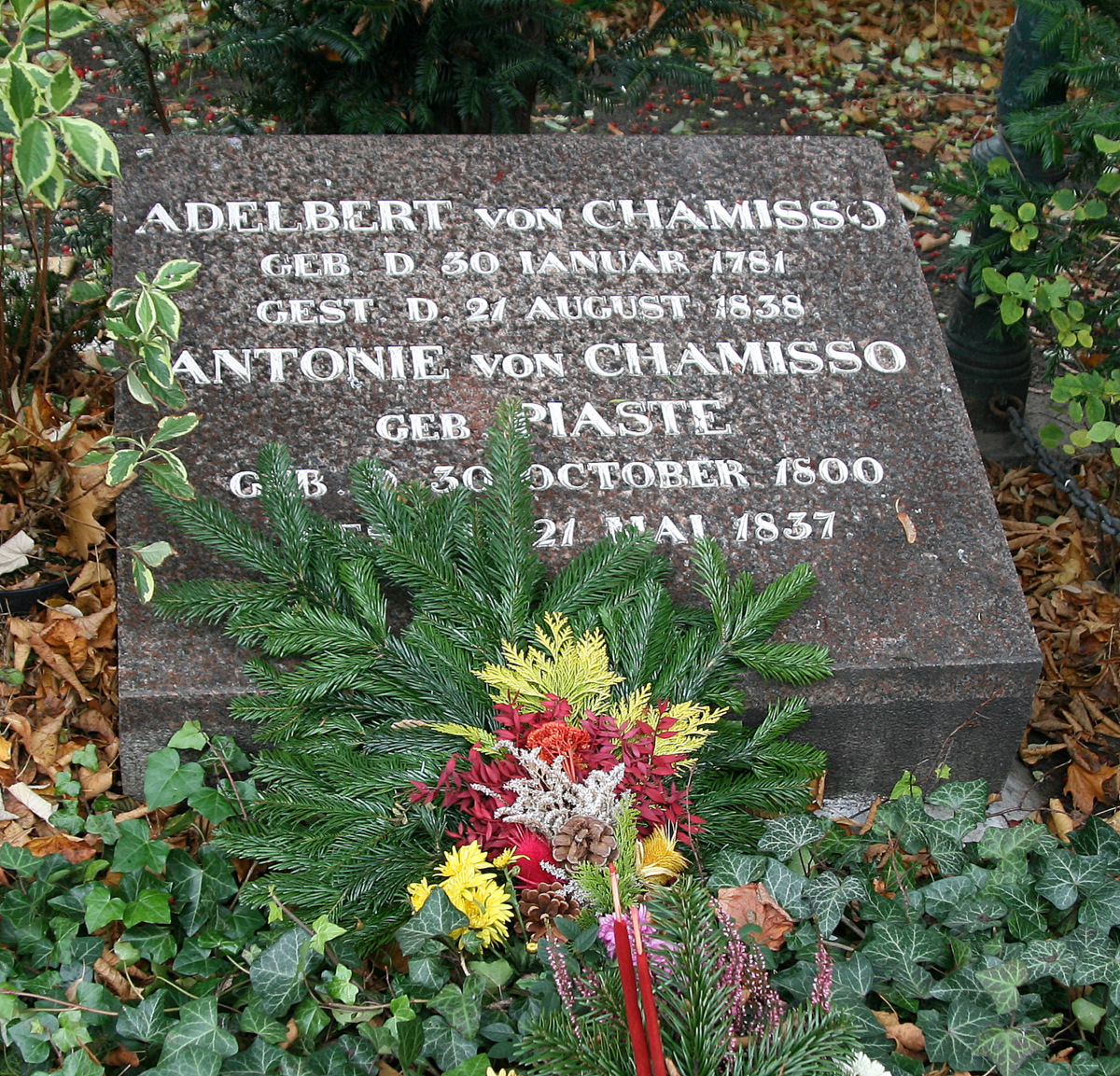
Jeho hrob v Berlíně
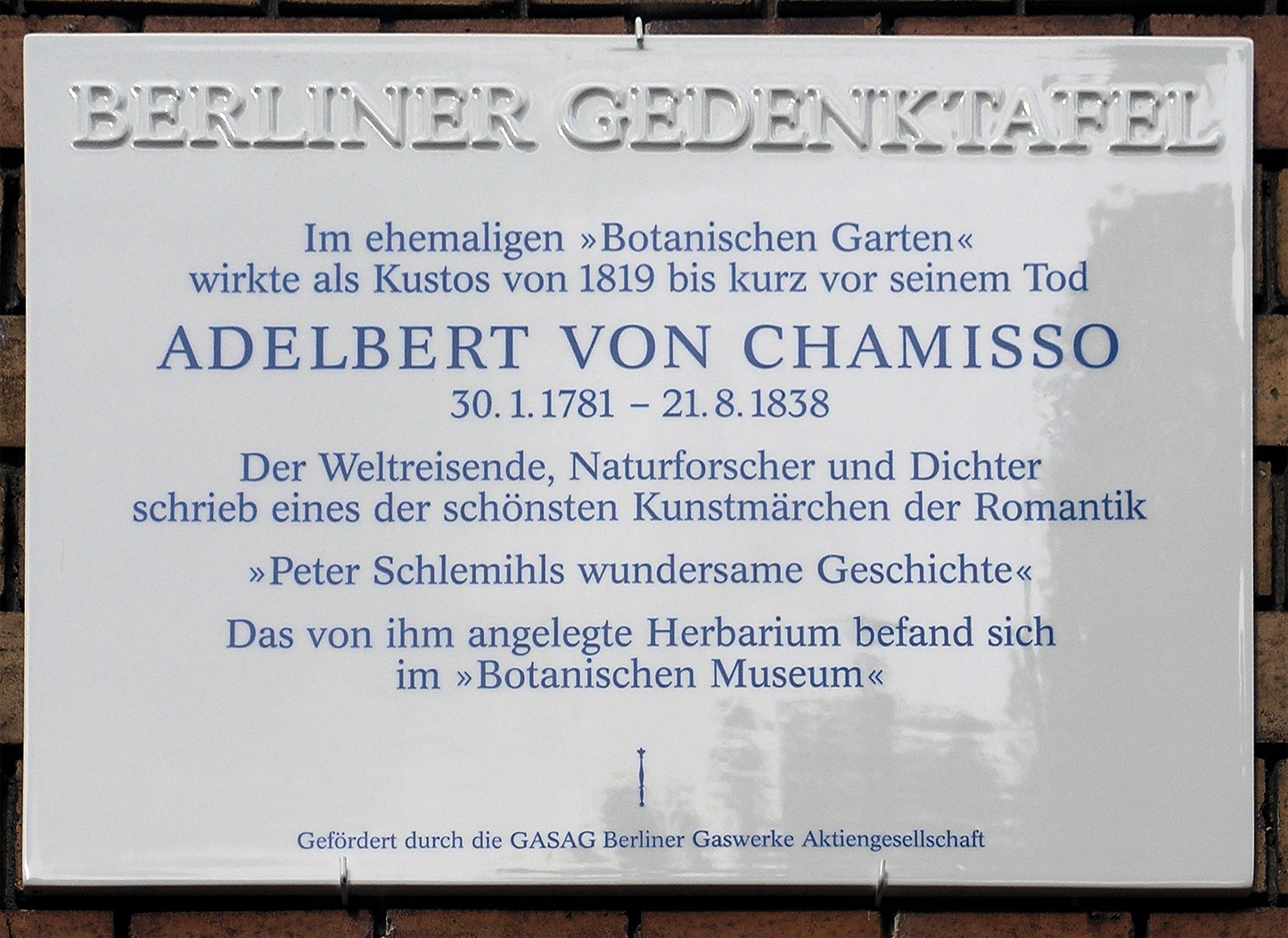
Pamětní deska v Berlíně (Grunewaldstraße 6, Berlin-Schöneberg)
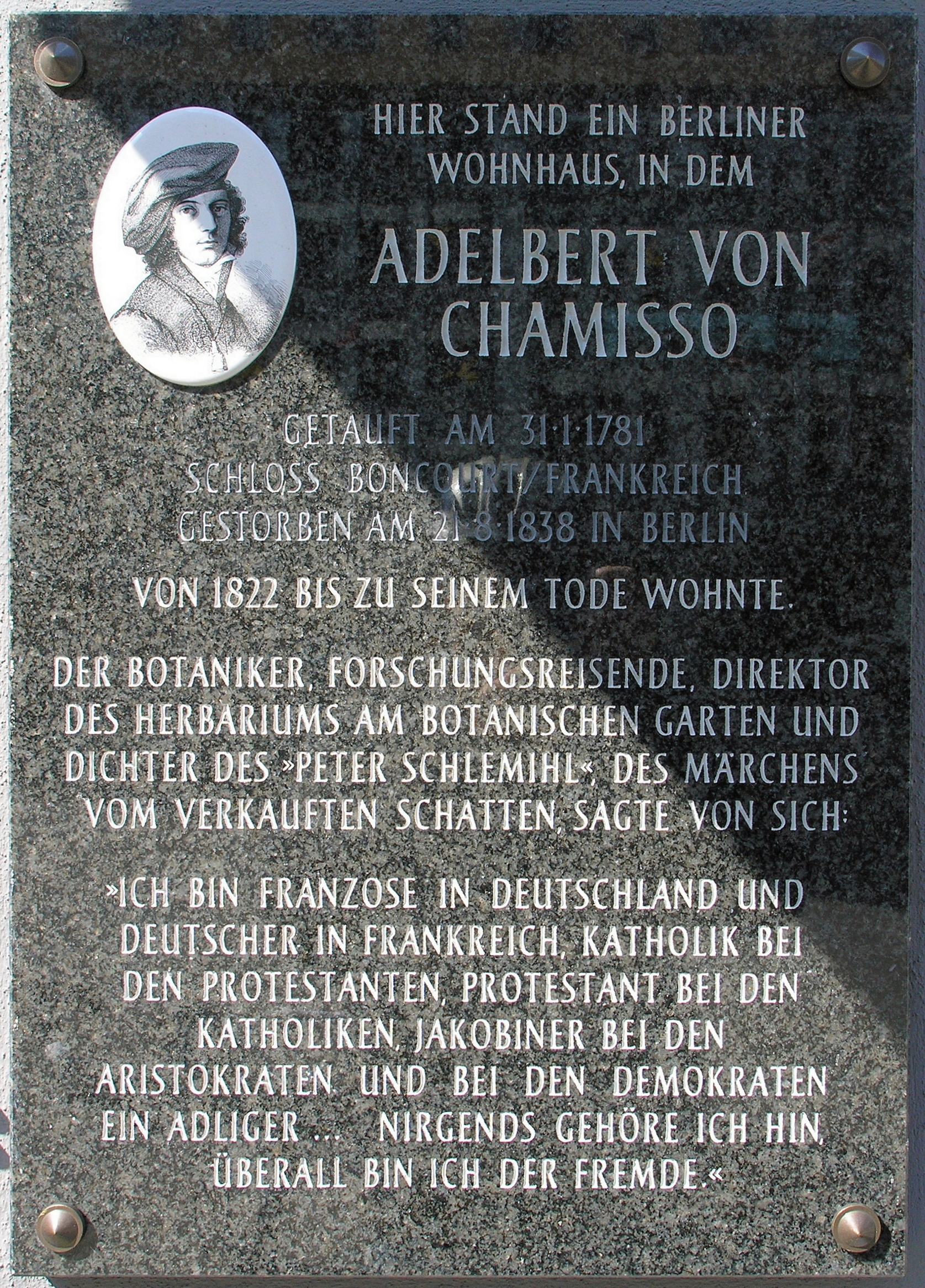
Pamětní deska v Berlíně (Friedrichstraße 235, Berlin-Kreuzberg)
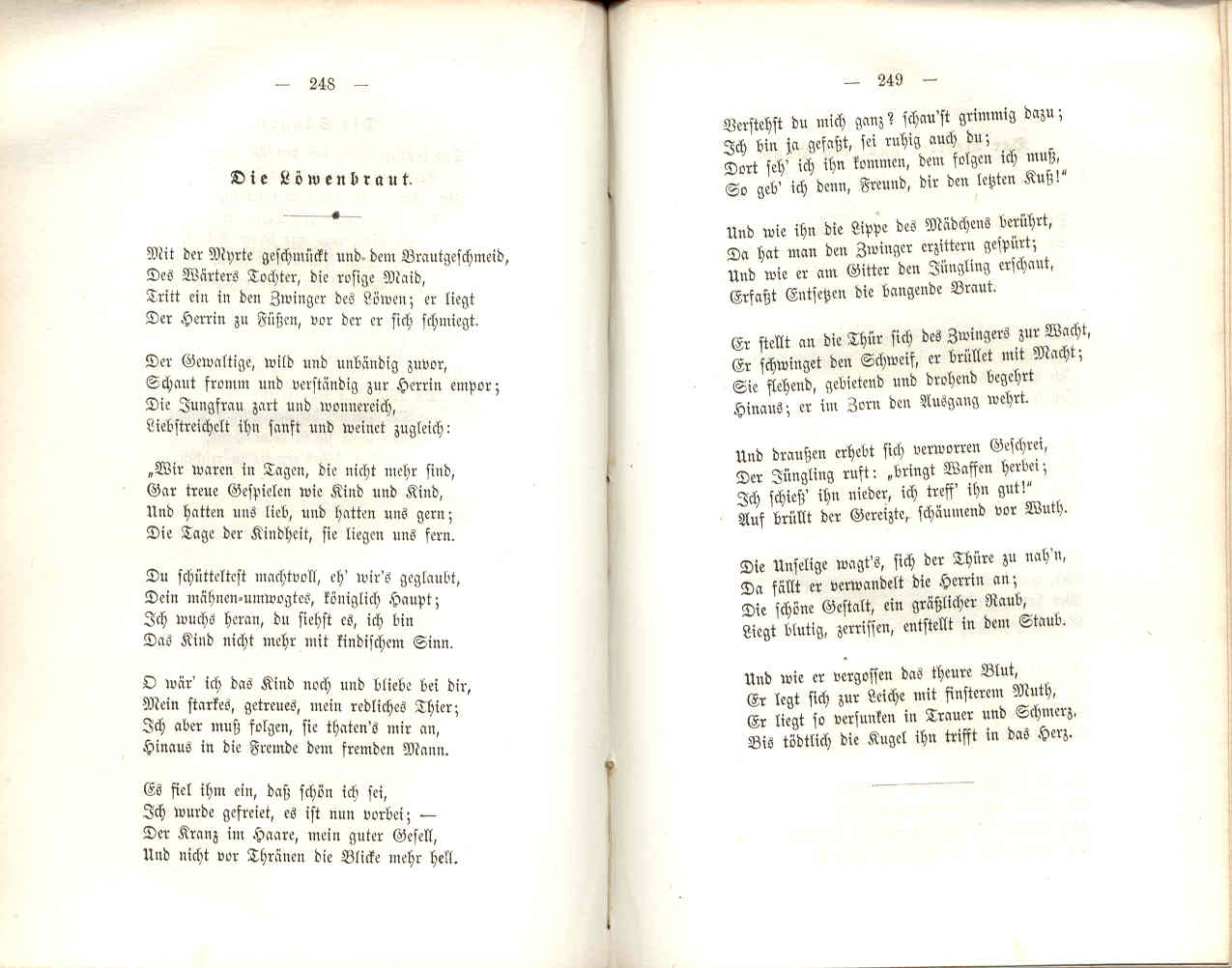
Jeho báseň 'Die Löwenbraut (1827)'
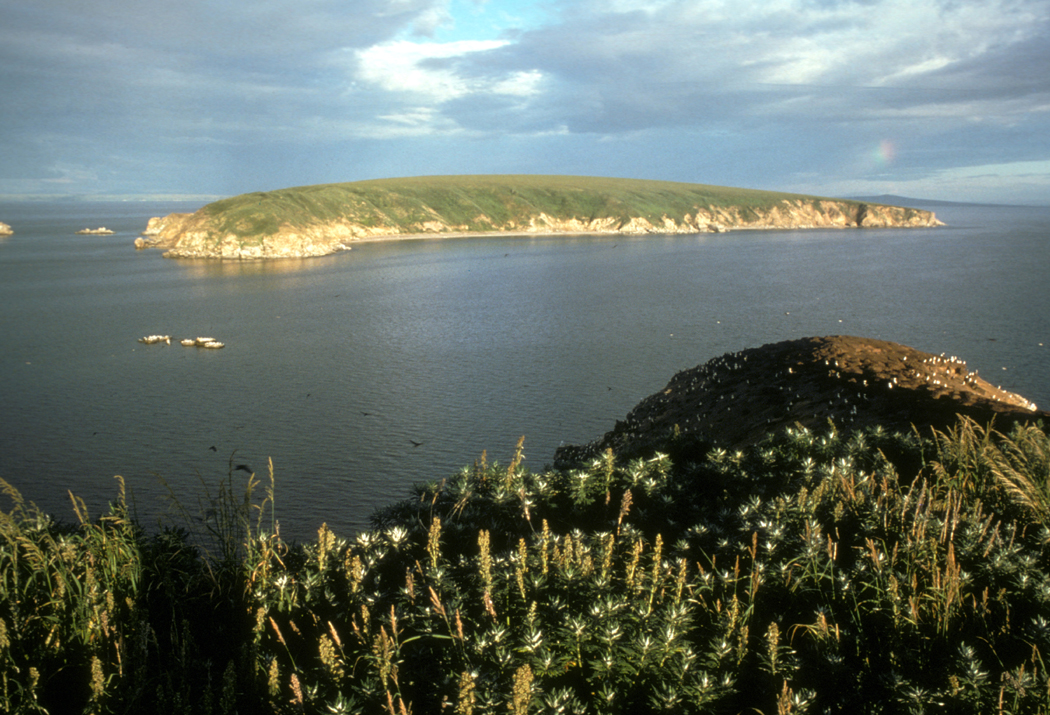
Ostrov Chamisso na západním pobřeží Aljašky (jižně od poloostrova Peninsula)